# Good Day Sunshine
Good Day Sunshine (Lennon/McCartney) är en låt av The Beatles från 1966.

## Låten och inspelningen
Denna enkla och gladlynta låt som Paul McCartney skrev hemma hos John Lennon och som sattes i studion 8 – 9 juni 1966 lyckas, enligt många, väl fånga den avspända stämningen i London under den varma och vackra sommaren 1966. George Martin ackompanjerar på piano i vad som ofta beskrevs som en av gruppens mer otvungna låtar från deras mellanperiod. Låten kom med på LP:n Revolver, som utgavs i England och USA 5 augusti respektive 8 augusti 1966.